# Thomas & vennerne: Dieselernes dag
Thomas & vennerne: Dieselernes dag (eng. Thomas & Friends: Day of the Diesels) er en animeret britisk film fra 2011 instrueret af Greg Tiernan. Filmen er animeret af selskabet HIT Entertainment i samarbejde.

## Medvirkende

### Danske stemmer[1]
- Marie Caroline Schjeldal som Belle
- Jacob Weble som Bob, Flynn og Stanley
- Ole Rasmus Møller som Cranky, Diesel, Diesel, Gordon og Salty
- Søren Ulrichs som Dan	og Toby
- Niels-Martin Eriksen som Dart
- Christiane Bjørg Nielsen som Dowager Hatt, Emily, Lady Jane Hatt og Mavis
- Christian Damsgaard som Edward, Rocky og Victor
- Lars Mikkelsen som Fortæller
- Caspar Phillipson som Henry og Thomas Tog
- Troells Walther Toya som James, Kevin, Kontrolchefen og Percy

### Engelske stemmer
- Rupert Degas som Dart and Flynn
- Matt Wilkinson som Diesel 10
- Teresa Gallagher som Belle
- Keith Wickham som Den, Salty, Paxton, Norman og Dowager Hatt
- Kerry Shale som 'Arry, Bert og Sidney
- Keith Wickham som Percy, James, Gordon, Henry, Edward, Dowager Hatt og Sir Topham Hatt
- Ben Small som Thomas og Toby
- Matt Wilkinson som Kevin, Stanley, Victor, Rocky, Cranky og Farmer McColl
- Teresa Gallagher som Belle, Emily, Mavis og Lady Hatt
- Kerry Shale som Diesel
- Michael Angelis som Fortæller
- Martin Sherman som Percy og Thomas
- Kerry Shale som Henry, Gordon, James, Stanley, Kevin og Sir Topham Hatt
- Jules de Jongh som Emily, Mavis og Lady Hatt
- William Hope som Edward, Toby, Rocky og Farmer McColl
- David Bedella som Victor
- Glenn Wrage som Cranky
- Michael Brandon som Diesel og Fortæller